# Lomandra mucronata
Lomandra mucronata är en sparrisväxtart som först beskrevs av Robert Brown, och fick sitt nu gällande namn av Alma Theodora Lee. Lomandra mucronata ingår i släktet Lomandra och familjen sparrisväxter. Inga underarter finns listade i Catalogue of Life.